# Rajmund Džamanjić
Rajmund Zamanja (Džamanjić) (Dubrovnik, 1587. – Dubrovnik, ožujak 1647.) ili Raymundo Giamagnik bio je hrvatski teolog, filozof i jezikoslovac. 

## Životopis
Rođen je u Dubrovniku 1587. godine. U Dubrovniku je pri dominikancima, u čiji je red stupio 1601., učio filozofiju i teologiju, a 1605. otišao je na svršetak studija u Bolognu. Godine 1612. vratio se u Dubrovnik sa zvanjem lektora. U tri je navrata bio generalni vikar dominikanaca. Četrnaest godina kasnije, 1626., osnovao je u prizemlju dominikanskoga samostana prvu javnu gimnaziju (1685. preuzeli su ju isusovci), u kojoj je bio predavač te je poseban naglasak stavljao na učenje hrvatskoga jezika. 
Autor je prvoga slovopisa hrvatskoga jezika koji je, po svoj prilici, bio namijenjen polaznicima gimnazije. Godine 1639. izdao je u Mletcima jezičnu raspravu Nauk za piisati dobro latinskiema slovima rieci yezika slovinskoga koyiemse Dubrovcani, i sva Dalmatia kakko vlasctitiem svoyiem yezikom sluzcij, u kojoj je predložio jednostavan i dosljedan sustav pisanja konsonanata: dvostrukim se slovom pišu samo glasovi ć, đ, lj, nj, š i ž, ali i kompliciranu uporabu akcenatskih znakova. Njegovi slovopisni prijedlozi nisu zaživjeli u praksi.